# David Hellemann
David Hellemann (født 5. december 1970 i Aalborg) er en dansk cand.scient.pol., der i perioden  oktober 2010 til august 2014 har været departementschef i Finansministeriet. I august 2014 tiltrådte han som Nordeas direktør i Danmark. En stilling han opsagde fra 1. september 2016, hvor han tiltrådte som koncerndirektør i Nykredit.
Hellemann blev kandidat i statskundskab fra Københavns Universitet i 1995 og kom derefter til Finansministeriet som fuldmægtig og senere chefkonsulent. Han blev i 2001 udnævnt til kontorchef. I 2005 blev han afdelingschef, og i 2007 skiftede han til en stilling som økonomidirektør i DR. Fra 2008 var han desuden stedfortrædende generaldirektør. I 2010 blev han partner i konsulentvirksomheden McKinsey & Co, men allerede i oktober samme år vendte han tilbage til Finansministeriet som departementschef. I maj 2014 meddelte Finansministeriet, at Hellemann forlader ministeriet i august. I juni 2014 blev det offentliggjort, at det skete for at tiltræde stillingen som Nordeas direktør i Danmark. 
David Hellemann er gift med Betina Hellemann, med hvem han har to døtre.